# Navadna trdoleska
Navadna trdoleska (znanstveno ime Euonymus europaeus) je listopaden grm, ki je samonikel po večini osrednje in južne Evrope ter v delih zahodne Azije.

## Opis
Grm običajno doseže v višino od 3 do 6, v izjemnih primerih celo do 10 m. Deblo doseže premer do 20 cm. Listi do suličasti do elipsasti, dolgi od 3 do 8 cm in široki od 1 do 3 cm. Na veje so nameščeni nasprotno. Listni rob je drobno nazobčan. Poleti so listi temno zelene barve, v jeseni pa se živo obarvajo od rumeno-zelenih do rdečkasto škrlatnih odtenkov, kar je odvisno od okolja.  Spomladi cveti z drobnimi, slabo opaznimi rumenimi cvetovi, ki so združeni v socvetja s po 3–8 cvetovi. Iz oplojenih cvetov se razvijejo plodovi, ki v Sloveniji dozorijo avgusta ali septembra. Plodovi so glavice s štirimi razdelki živo rdeče ali škrlatne barve. Široki so od 10 do 15 mm, v vsakem razdelku pa je po eno oranžno seme. Ko plodovi dozorijo, se vsak razdelek odpre.

## Uporaba
Nekateri deli navadne trdoleske so se uporabljali v ljudskem zdravilstvu, plodovi, skorja in listi pa so strupeni, saj vsebujejo evobiosid, evomonosid, evonosid. Zaužitje plodov povzroči bruhanje, drisko, povišano telesno temperaturo, halucinacije, somnolenco, komo ali epileptične krče.